# Каюмово
Каюмово (баш. Ҡәйүм) — деревня в Аскинском районе Республики Башкортостан Российской Федерации. Входит в состав Кшлау-Елгинского сельсовета.
Почтовый индекс — 452888, код ОКАТО — 80204837005.

## География

### Географическое положение
Расположена вблизи правого берега реки Тюй в лесистой местности на крайнем севере республики. Расстояние до:
- районного центра (Аскино): 60 км
- центра сельсовета (Базанчатово): 8 км
- ближайшей ж/д станции (Чернушка): 58 км

Дорог с твёрдым покрытием нет.

## Население
| 2002 | 2009 | 2010 |
| ---- | ---- | ---- |
| 12   | ↘0   | →0   |

Согласно переписи 2002 года, преобладающая национальность тогда была — башкиры (100 %).